# Bitwarden
Bitwarden és un gestor de contrasenyes lliure i de codi obert que emmagatzema informació sensible — com ara credencials de llocs web — en una caixa forta encriptada. El servei està disponible en interfície web, aplicacions d'escriptori, complements per a navegador, aplicacions mòbils i interfície de línia de comandos. Bitwarden ofereix un servei allotjat en el núvol i també posseeix l'habilitat d'implementar solucions en programari local.

## Característiques
- Codi obert.[1]
- Desbloqueig biomètric.
- Sincronització en el núvol.
- Guarda elements com a dades d'usuari (logins), notes segures, targetes de crèdit i identitats.
- Xifrat d'extrem a extrem de les dades de la caixa forta.
- Historial per a poder consultar les contrasenyes prèvies.
- Compartició segura d'elements de la caixa forta amb altres usuaris de Bitwarden.
- Autocompletat d'informació per a iniciar sessió en pàgines web i altres aplicacions.[2]
- Generador de contrasenyes.[3]
- Eina de comprovació de fortalesa de contrasenyes.[4]
- Autenticació de múltiples factors a través d'aplicacions d'autenticadors, correu electrònic, Duo, YubiKey, i FIDO U2F.[5][6]
- Adjuntat d'arxius.[7]
- Emmagatzematge de claus TOTP (Time-based One-time Password) i generador de codis.
- Informes de fuga de dades i comprovació de contrasenyes exposades a través de Have I Been Pwned?.
- Aplicacions per a múltiples plataformes.
- Servidor Bitwarden per a allotjar en servidor propi on-premises.
- Login amb Single Sign-On.[8]